# Vihanti
Vihanti este o fostă comună din Finlanda.